# ムアンブリーラム郡
座標: 北緯14度59分42秒 東経103度6分12秒 / 北緯14.99500度 東経103.10333度
ムアンブリーラム郡（ムアンブリーラムぐん）はタイ東北部・ブリーラム県にある郡（アムプー）。同県の県庁所在地（ムアン）でもある。

## 名称
ブリーラムとは「楽しい街」という意味である。

## 歴史
1776年、トンブリー王タークシンが、ソムデットチャオプラヤー・マハーカサットスック（後のラーマ1世）をプラヤー・ナーローンの討伐に向かわせたとき、現在のブリーラムのワット・クラーンがある場所の近辺には、そこには廃墟と化した街があり、クメール人が入植していた。このため、タークシンはここをムアン・ペ (เมืองแปะ) と名付けプッタイサマンの国主を、ムアン・ペの国主とした。1895年、郡として成立。後のラーマ5世（チュラーロンコーン）は1899年、勅命をだして、ムアン・ペをブリーラムと改称した。

## 地理
ムーン川の支流が形成した台地に位置する。市内の主な水源はチョーラケーマーク貯水池、フワイタラート貯水池などである。市の南部にはカオ・クラドーン森林公園がある。
交通はタイ国鉄の駅がある。国道226号線が東西に通っており東にはスリン方面、西にはナコーンラーチャシーマー方面と通じる。国道219号線が南北に通っており、南にはプラチョークチャイ方面、北はサトゥック方面と通じる。西北に国道2074号線が通っておりプッタイソン方面と通じる。また、西南に218号線が延びておりナーローン方面と通じている。

## 経済
市内の主な産業は農業で、コメ、サトウキビ、黒ごま、パラゴムノキなどが生産されている。

## 行政区分
郡は19のタムボンに分かれ、さらにその下位に320の村（ムーバーン）がある。自治体（テーサバーン）があり以下のようになっている。
- テーサバーンムアン・ブリーラム・・・タムボン・ナイムアン全体。

また、郡内には18のタムボン行政体（オンカーンボーリハーンスワンタムボン）がある。以下のリストで欠番のタムボンは、分離してバーンダーン郡、フワイラート郡となった郡である。
1. タムボン・ナイムアン・・・ตำบลในเมือง
2. タムボン・イサーン・・・ตำบลอิสาณ
3. タムボン・サメット・・・ตำบลเสม็ด
4. タムボン・バーンブワ・・・ตำบลบ้านบัว
5. タムボン・サケープローン・・・ตำบลสะแกโพรง
6. タムボン・サワーイチーク・・・ตำบลสวายจีก

1. タムボン・バーンヤーン・・・ตำบลบ้านยาง

1. タムボン・プラクルー・・・ตำบลพระครู
2. タムボン・タルンレック・・・ตำบลถลุงเหล็ก
3. タムボン・ノーンタート・・・ตำบลหนองตาด

1. タムボン・ルムプック・・・ตำบลลุมปุ๊ก
2. タムボン・ソーンホン・・・ตำบลสองห้อง
3. タムボン・ブワトーン・・・ตำบลบัวทอง
4. タムボン・チュムヘット・・・ตำบลชุมเห็ด

1. タムボン・ラックケート・・・ตำบลหลักเขต

1. タムボン・サケーサム・・・ตำบลสะแกซำ
2. タムボン・クランター・・・ตำบลกลันทา
3. タムボン・クラサン・・・ตำบลกระสัง
4. タムボン・ムアンファーン・・・ตำบลเมืองฝาง